# Cuscuta indica
Cuscuta indica là một loài thực vật có hoa trong họ Bìm bìm. Loài này được (Engelm.) Petrov ex Butkov mô tả khoa học đầu tiên năm 1953.